# Frances MacLennan
Frances MacLennan Taylor (Glasgow, 20 dicembre 1943) è un'ex tennista britannica.
È stata sposata con l'ex tennista Roger Taylor.

## Carriera
Nei tornei del Grande Slam ha ottenuto il suo miglior risultato raggiungendo le semifinali di doppio a Wimbledon nel 1968, in coppia con la connazionale Robin Blakelock.